# Jairo Duzant
Jairo Duzant (né le 1er août 1979 à Willemstad) est un athlète des Antilles néerlandaises, spécialiste du sprint.

## Biographie
Son meilleur temps est de 10 s 37 sur 100 m et de 20 s 78 sur 200 m. Il a terminé 6e des Championnats du monde 2005 sur relais 4 × 100 m au sein du relais des Antilles néerlandaises.

### Palmarès
| Date | Compétition                                      | Lieu                 | Résultat | Épreuve   | Performance |
| ---- | ------------------------------------------------ | -------------------- | -------- | --------- | ----------- |
| 1998 | Championnats du monde juniors                    | Annecy               | 6e       | 100 m     | 10 s 49     |
| 1998 | Championnats du monde juniors                    | Annecy               | 2e       | 200 m     | 20 s 92     |
| 2003 | Jeux panaméricains                               | Saint-Domingue       | 4e       | 4 × 100 m | 39 s 19     |
| 2005 | Championnats d'Amérique centrale et des Caraïbes | Nassau               | 2e       | 4 × 100 m | 38 s 92     |
| 2005 | Championnats du monde                            | Helsinki             | 6e       | 4 × 100 m | 38 s 45     |
| 2006 | Jeux d'Amérique centrale et des Caraïbes         | Carthagène des Indes | 1er      | 4 × 100 m | 39 s 29     |

### Records
| Épreuve    | Performance | Lieu    | Date        |
| ---------- | ----------- | ------- | ----------- |
| 100 mètres | 10 s 37     | Tucson  | 21 mai 2005 |
| 200 mètres | 20 s 78     | Lincoln | 30 mai 2003 |